# Кінець (Цілком таємно)
Кінець (The End) — 20-й і заключний епізод п'ятого сезону серіалу «Цілком таємно». Епізод належить до «міфології серіалу» та надає змогу глибше з нею ознайомитися. Прем'єра в мережі «Фокс» відбулася 17 травня 1998 року.
Серія за шкалою Нільсена отримала рейтинг домогосподарств рівний 11.9, який означає, що в день виходу її подивилися 18,76 мільйона глядачів.

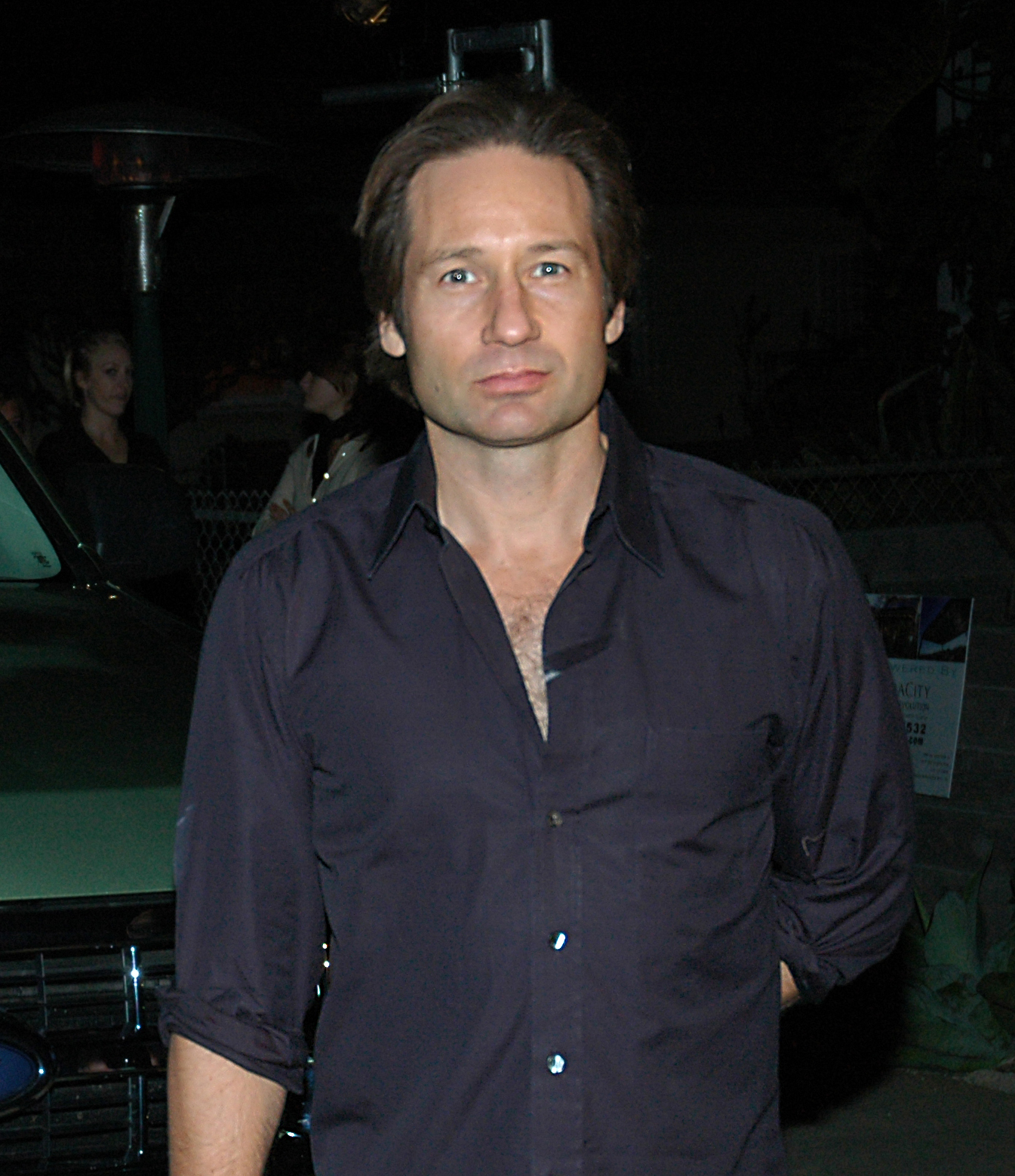

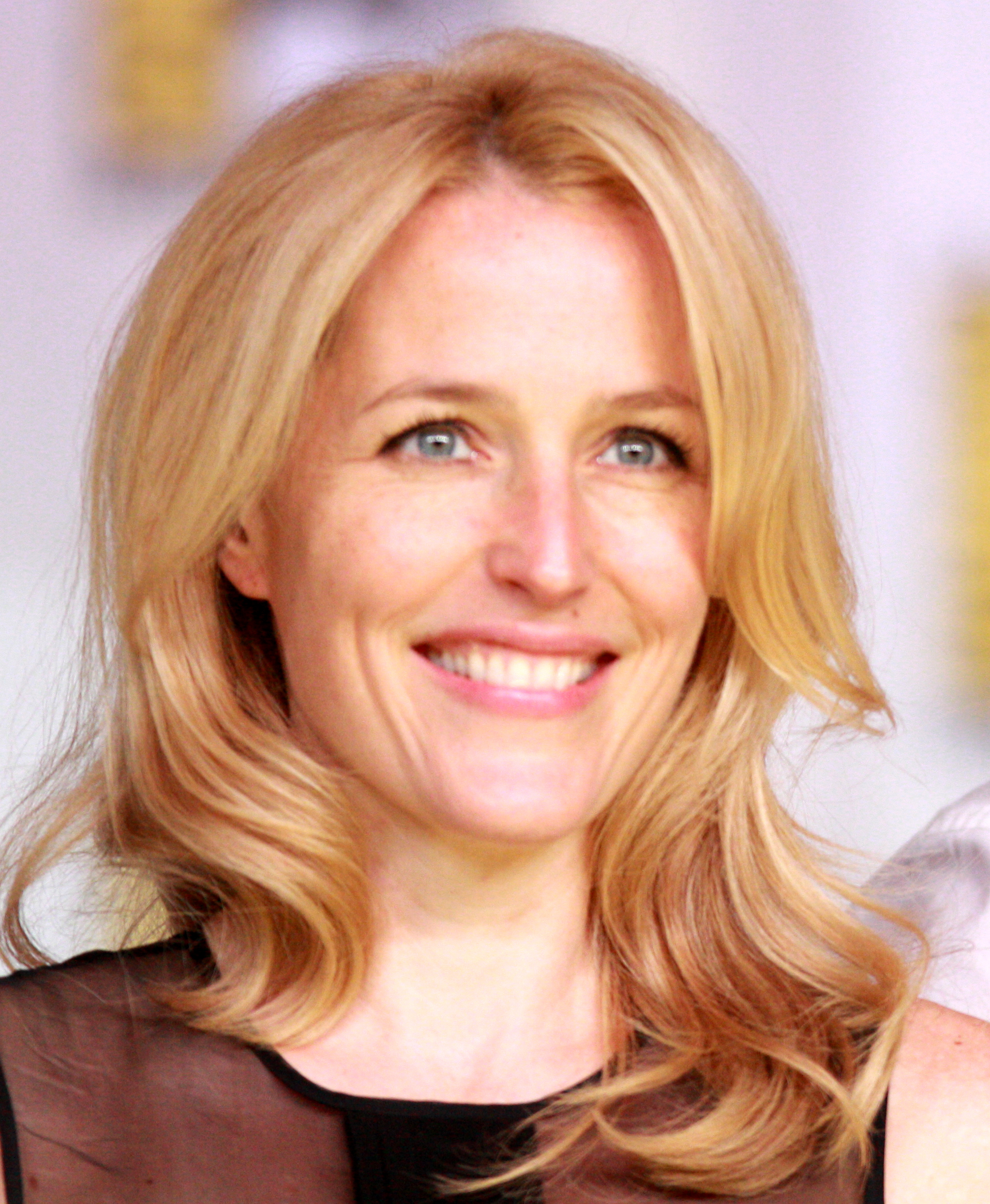

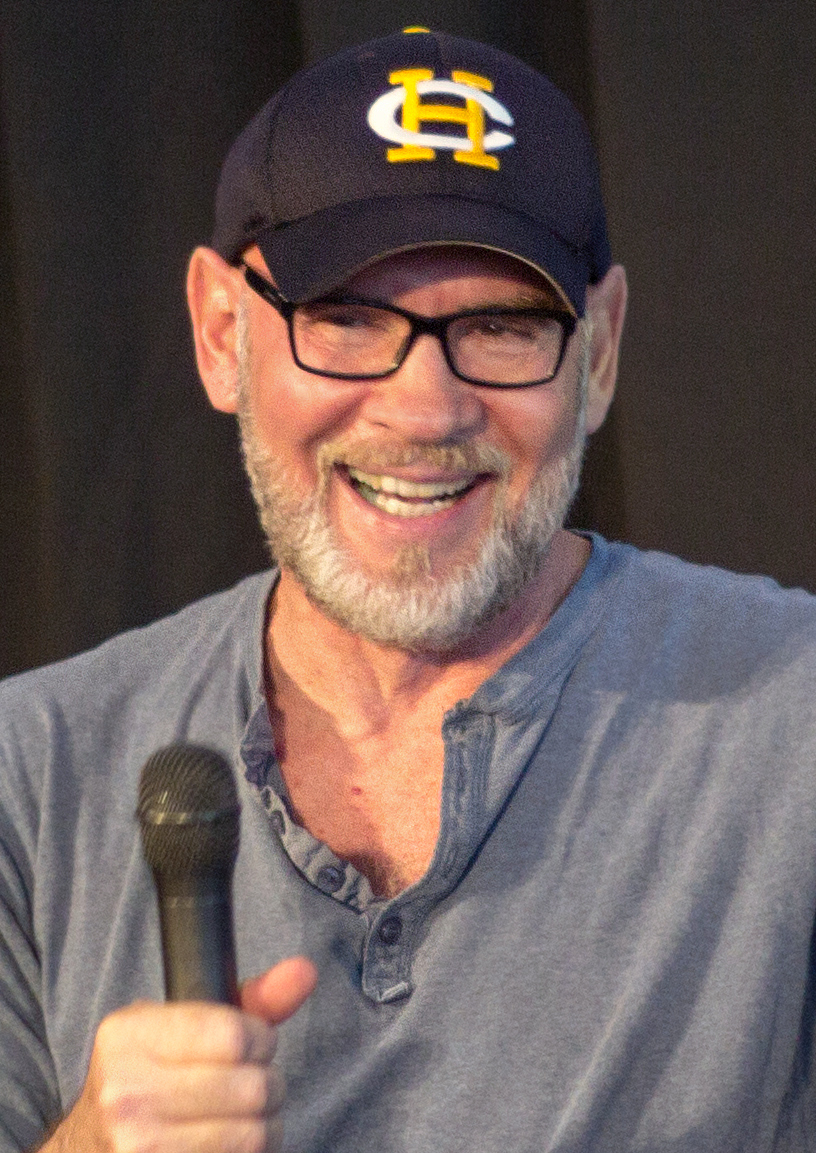

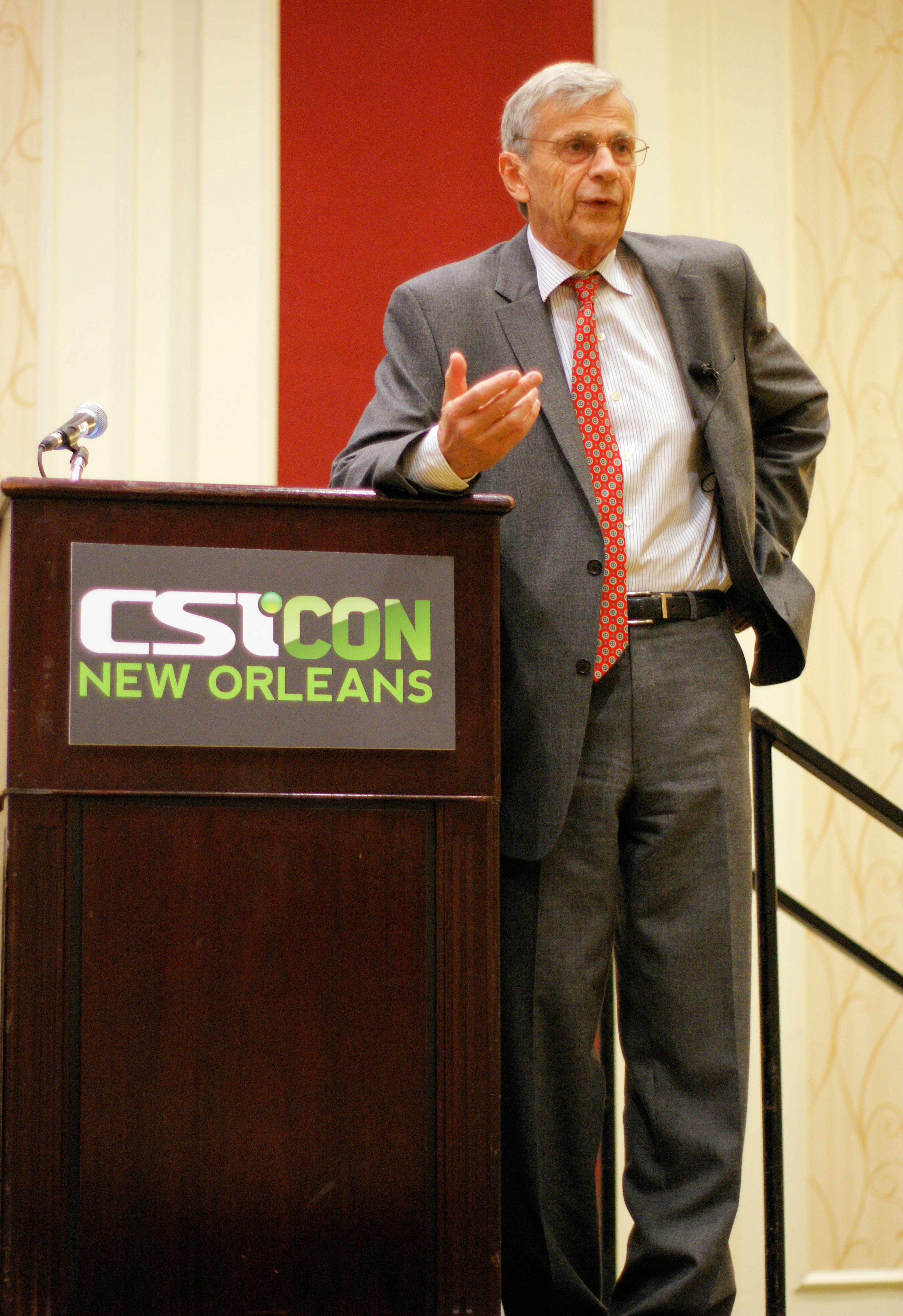

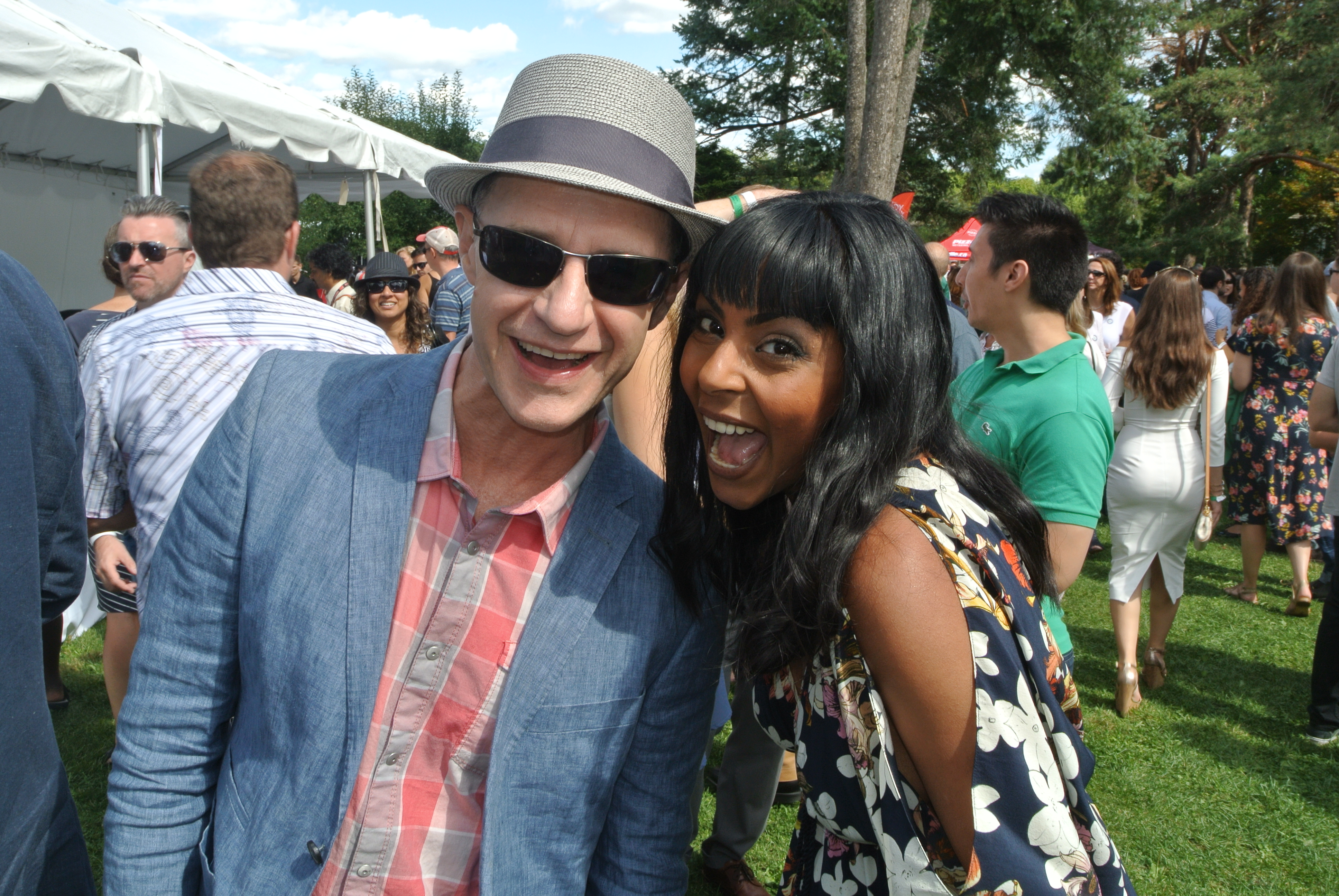

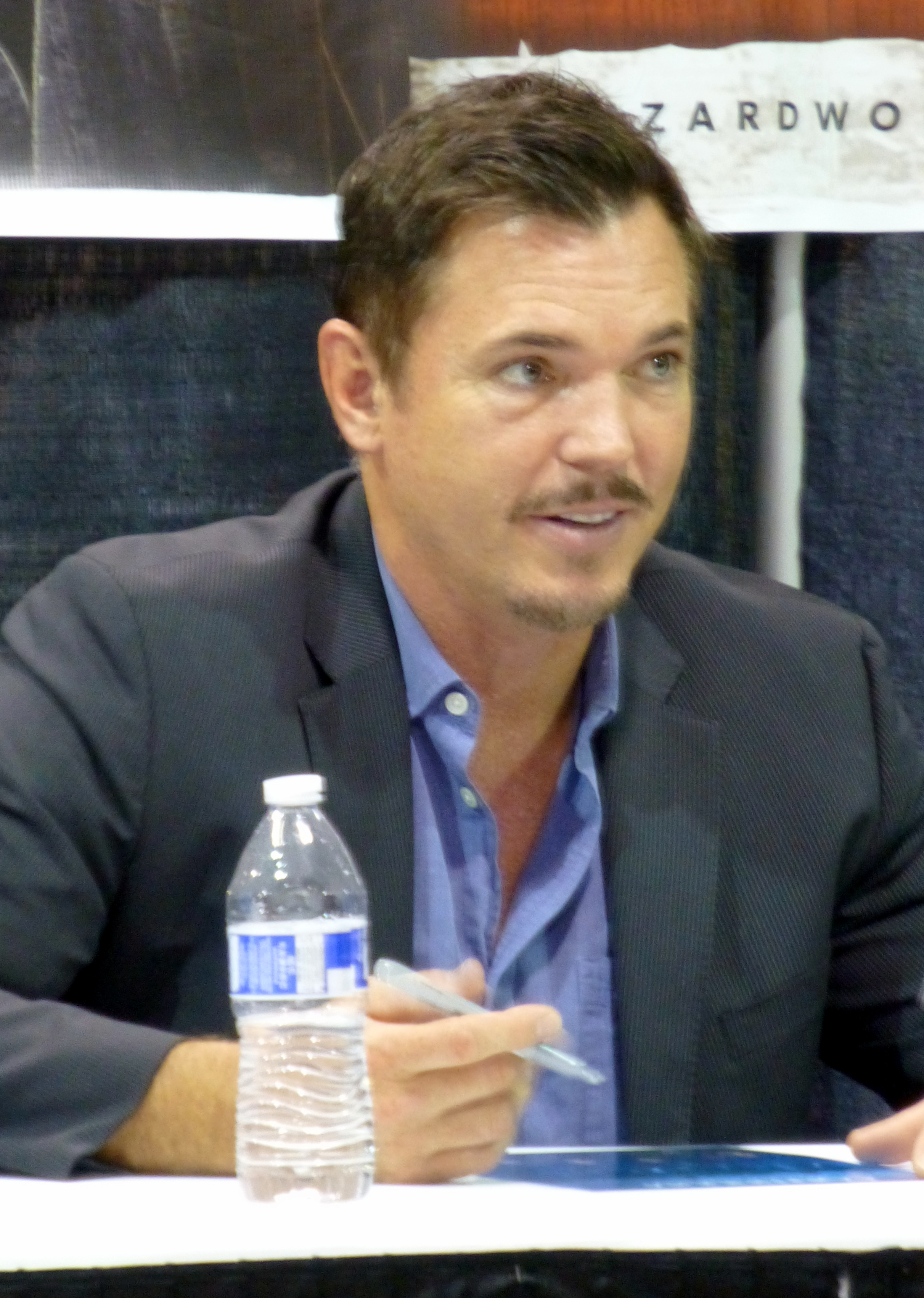

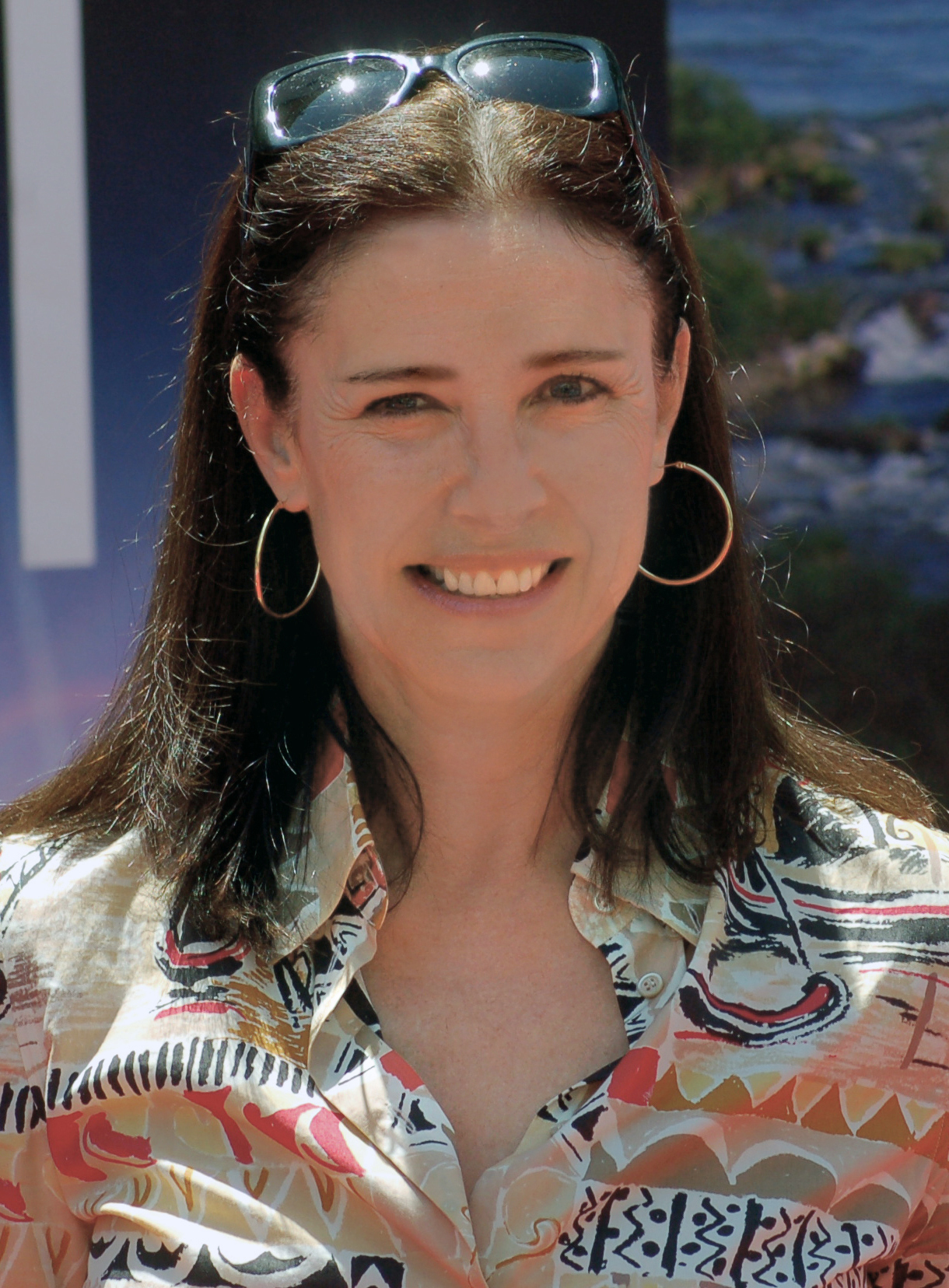

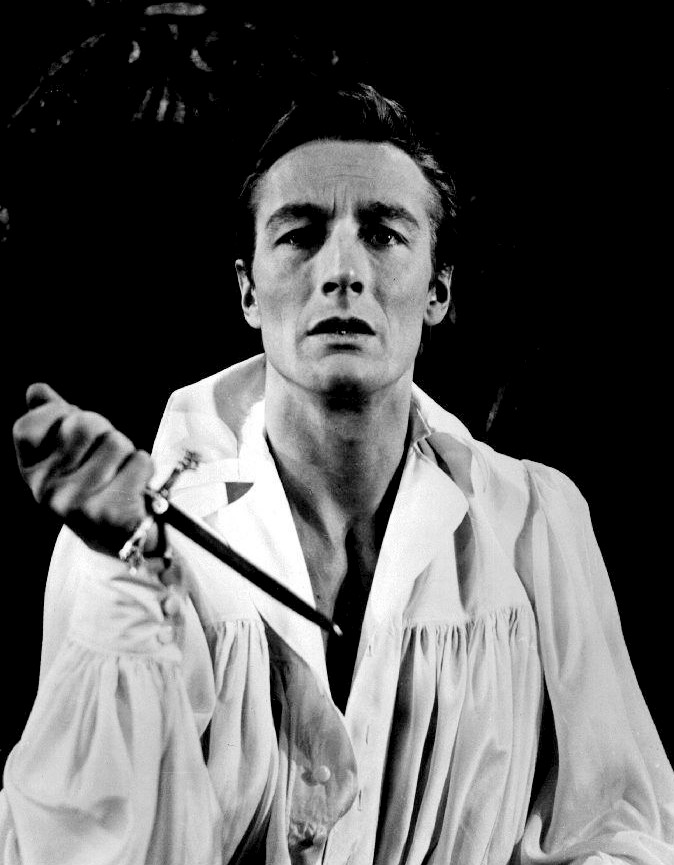

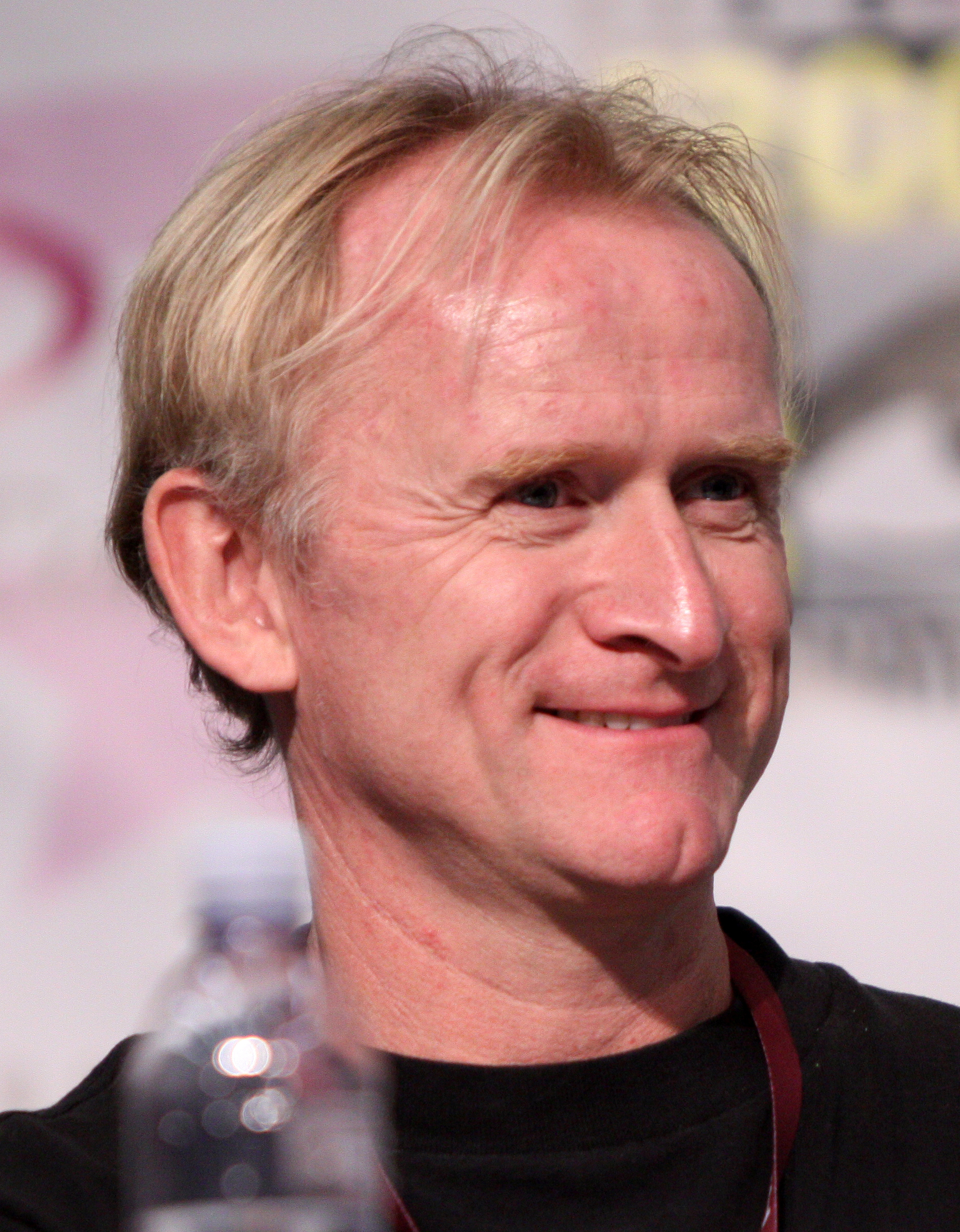

Вбивство шахового гросмейстера призводить до того, що Малдер і Скаллі дізнаються — справжньою метою був хлопчик-телепат Гібсон Прайс. Незабаром агенти дізнаються, що Прайс може зберігати в собі ключі до всіх таємниць, на які вони шукали відповіді в «Цілком таємно».

## Зміст
Істина поза межами досяжного
У Ванкувері на шаховому турнірі при переповненій глядацькій залі зійшлися два шахісти — один з них російський гросмейстер Анатолій Клєбанов, а інший — дванадцятирічний хлопчик-вундеркінд Гібсон Прайс. Вони захоплені грою, а аудиторія, затамувавши подих, спостерігає за матчем. Високо над натовпом, на сталевих конструкціях над сценою, снайпер прицілюється в потилицю підлітка. Стрілець повільно тисне пальцем на курок, і в цей час хлопчик, проголошуючи «шах і мат», зісковзує з лінії вогню стільця. Звучить постріл — російський шахіст падає на підлогу мертвим.
Тим часом двоє озброєних чоловіків приземлюються на парашутах в Лаврентійських горах і у масках наближаються до будиночка, де переховується Курець. Сенсори подають сигнал тривоги, і Курець встигає вбити одного з непроханих гостей, потім він намагається сховатися в лісі. Друга людина наздоганяє Курця і знімає маску, виявляється — це Алекс Крайчек.
Скіннер розповідає Малдеру про смерть російського шахіста. Виявляється, схоплений снайпер колись був членом Національного агентства безпеки. Вести справу доручили агенту Спендеру, який особливо підкреслив, що Малдер не повинен брати участь в розслідуванні.
Незважаючи на це, Малдер і Скіннер приходять на брифінг, який проводить Джефрі Спендер. Переглядаючи плівку із записом вбивства, Малдер приходить до висновку, що метою стрільця був Гібсон, а не російський шахіст, оскільки хлопчик цілком непередбачувано відсунувся з лінії вогню за мить до пострілу. Спендер не погоджується з теорією Малдера. Агент Діана Фоулі, досить приваблива жінка років тридцяти з чимось, висловлює припущення, що Малдер правий. Спендер перемотує плівку і приходить до такого ж висновку — хлопчик обертався в напрямі стрільця.
Курець зустрічається зі Старійшинами Синдикату. Оголосивши Гібсона небезпечним, вони просять Курця організувати усунення хлопчика. Курець з огляду на власні інтереси погоджується.
Малдер, Скаллі і Діана Фоулі приходять в психіатричну клініку до Гібсона. Хлопчик повідомляє Малдеру про брудноту його думок і відповідає категоричною відмовою на пропозицію Малдера зіграти партію з дешевим шаховим комп'ютером і цим наводячи агента на думку, що підліток, сам не вміючи грати в шахи, читає думки противника.
Проведені тести підтверджують незвичайні можливості мозку Гібсона. Згодом Малдер приходить в камеру до снайпера. Він пропонує стрільцю імунітет проти правосуддя в обмін на співпрацю.
Скаллі не може не помітити взаємний потяг Малдера і Фоулі. Вона вирушає до Самотніх стрільців, які геть зовсім не чекали такого візиту серед ночі. Дейна передає Стрільцям результати тестів, проведених за участю Гібсона, і просить проаналізувати їх. Також Скаллі просить Стрільців розповісти їй про Діану Фоулі. Стрільці підтверджують, що Діана і Малдер були близькі кілька років тому, коли Фокс закінчив Академію і вперше дізнався про існування «Цілком таємно».
Скаллі повертається в психіатричну клініку, щоб показати Малдеру зібрану інформацію. Але коли вона підходить до палати, в кімнаті бачить Малдера і Діану. Діана тримає Малдера за руку. Скаллі, повна суперечливих почуттів — особистих і професійних — йде з клініки. Коли Малдер спускається в підземний гараж клініки за своєю машиною, він бачить Спендера, яка розмовляє з Курцем. Малдер сильно штовхає Спендера в груди, вимагаючи від агента пояснень. Спендер заявляє, що не знає людину, яка підходила до нього, і каже, що стрілець хоче поговорити з Малдером.
Скаллі зустрічається зі Скіннером і Малдером, щоб розповісти про результати психіатричної експертизи Гібсона. Виявляється, що у дитини в області мозку, яка називається нейрофізиками «Божим визнаком», відзначена незвичайна активність. Малдер вважає, що життя дитини в небезпеці через здатність, якою володіє хлопчик, оскільки вона може стати ключем до розгадки тих незрозумілих феноменів, які і стали Секретними матеріалами. Скіннер зазначає, що саме існування «Цілком таємно» буде поставлено під удар, якщо він попросить у генерального прокурора імунітет для вбивці.
Пізніше Малдер приходить до стрільця і просить його поділитися інформацією, щоб мати підстави вимагати для нього імунітет. Стрілець каже, що Гібсон є відсутньою ланкою в ланцюзі — генетичним доказом зв'язку людини з расою прибульців.
Курець після впливу Першого старійшини і Крайчека вводить свій план в дію. Снайпера знаходять мертвим у його камері. Незабаром після цього куля наздоганяє Фоулі, коли Діана охороняє Гібсона. Курець привозить дитину до Охайного Чоловіка і Крайчека. Скіннер показує Малдеру знайдену в камері пачку «Morley».
Зустрівши Спендера в Бюро, Малдер притискає його до стіни. Він люто звинувачує Спендера в тому, що агент разом з Курцем організував викрадення Гібсона. Інші агенти відтягують Малдера від Спендера. Спендер у відповідь заявляє, що дні Малдера пораховані. Пізніше Скаллі говорить напарнику, що йдуть розмови про закриття «Цілком таємно».
Тієї ж ночі Курець проникає в офіс Малдера і забирає папку зі справою Саманти Малдер. Після цього він зустрічається із Спендером. Курець повідомляє агенту, що він його батько. Раптово звучить пожежна сирена, в коридор вибігають агенти. Курець розчиняється в натовпі. Пізніше Малдер приходить у своїй офіс і бачить справжній розгром. Папки з секретними матеріалами вигоріли повністю. Скаллі мовчки обіймає напарника.

## Створення
Спочатку п'ятий сезон «Цілком таємно» мав стати останнім, і «Кінець» міг би перетворити серію на фільм-франшизу. Девід Духовни пояснив: «Ми говорили: „ Добре, ми зробимо п'ять. Ми вийдемо звідси о п'ятій“. А потім п'ять пройшло, і ніхто нікуди не їхав»". Це сталося багато в чому тому, що серіал був настільки прибутковим для «Фокс», що було замовлено два додаткові сезони. Таким чином, «Кінець» повинен був потрапити в обидва фільми «Цілком таємно», а також у прем'єру шостого сезону «Початок».
На початку епізоду, Прайс веде гру у російського гросмейстера. У «Повному досьє X» зазначається, що протягом усього епізоду вплетено «шаховий мотив», і це мабуть, найбільш символічно у тому, як Курець «оголошує Малдеру мат, використовуючи Джеффрі як пішака». Через це та його минулі дії багато шанувальників серіалу нарешті прийшли до думки, що Курець — справжній лиходій історії. Однак Вільям Б. Девіс, який зіграв Курця, відчував, що цей персонаж — не антигерой. Він зазначив: "Я ходив на конгреси і намагався переконати всіх, що я герой серіалу, а Малдер — поганий хлопець. […] Я багато сміявся, але це, безумовно, вірно, як хтось грає персонажа. Ніхто не думає, що вони злі ".
Цей епізод представив двох нових персонажів у фільмі — Гібсона Прайса, якого зіграв Джефф Ґулка та Діану Фаулі, яку зобразила Мімі Роджерс. Пізніше Кім Меннерс сказав про Ґулку: «Щось в особистості цієї дитини справді вийшло на екран. Він справді виділяв досить особливий інтелект. Кріс бачив, що робив з ним Боб Гудвін, і він знав, що ця дитина — це особлива історія; це інструмент для хроніки Цілком таємно». Кріс Картер сказав, що Фаулі «була персонажем, якого вам судилося ненавидіти, оскільки вона була конкурентом за прихильність Малдера до Скаллі». Джилліан Андерсон сказала: «Вона не полегшила участь Скаллі. Думаю, вона усвідомлювала свій вплив на Малдера та ситуацію».
Цей епізод був останнім, який знімали у Ванкувері, до десятого сезону в 2015 році. Шоу переїхало до Лос-Анджелеса на шостий-дев'ятий сезони, на рішення частково вплинуло бажання Духовни бути ближче до дружини. Публіку на шаховому матчі складали місцеві вболівальники — щоб скласти подяку місту за зйомки протягом п'яти років. Шаховий матч був знятий на «Роджерс Арені» — тоді домашній арені «Ванкувер Канакс» та «Ванкувер Грізлі». Виробники очікували, що з'явиться п'ять тисяч людей, прийшло дванадцять тисяч. Під час перерв між зйомками Духовни та Андерсон відповідали на запитання глядачів, і було розіграно обладнання на тисячі доларів. Для того, щоб правильно відзняти людей Ванкувера, Кріс Картер особисто керував зйомками цього епізоду.

## Сприйняття
Прем'єра відбулася в мережі «Фокс» 17 травня 1998 року, і було вперше показано у Великій Британії на «BBC One» 17 березня 1999. Цей епізод отримав рейтинг Нільсена 11,9 з часткою 18, що означає — 18,76 мільйона глядачів переглянули епізод під час його первинного показу. Пізніше він був включений до «Міфології Цілком таємно», том 3 — Колонізація (колекція DVD, що містить епізоди, пов'язані з планами чужого колоніста взяти владу на Землі в руки.
Епізод отримав неоднозначні та позитивні відгуки критиків. Лон Гранке з «Chicago Sun-Times» позитивно відреагував на епізод, назвавши його «ключовим». Пола Вітаріс з «Cinefantastique» надала епізоду позитивний відгук і присудила йому три зірки з чотирьох. Вона писала, що епізод «є ефективним, часом навіть зворушливим епілогом до сезону». Вітаріс зазначала, що серія була «набагато кращиою» у фіналі четвертого сезону «Гефсиманський сад», і похвалила різні введення персонажів, особливо Гібсона Прайза і Діани Фаулі. Однак вона критикувала повторну появу Крайчека та той факт, що Курець знову працював на Синдикат. У огляді п'ятого сезону 2000 року для «New Straits Times» Френсіс Дасс назвав «Кінець» «самоцвітом» і високо оцінив акторську майстерність Джеффа Ґулки, сказавши, що він «чудовий дитячий актор».
Інші відгуки були більш неоднозначними. Зак Гендлен з «The A.V. Club» надав епізоду змішаний огляд і оцінив його на C +. Гендлен розкритикував епізод, написавши, що «серіал може прогодувати нашу соціальну параною […], але коли настає час реалізувати все це, нарешті відсунути завісу і перейти до наступного етапу, у гравця з рук випадає м'яч». Крім того, він назвав любовний трикутник Малдер — Скаллі — Фаулі «різким відхиленням» і критикував характеристику Мімі Роджерс. Однак Гендлен назвав повернення Курця захоплюючим і написав, що спалення кабінету Малдера було «безсумнівно одним з найбільш знакових візуальних ефектів у серії». Роберт Шірман і Ларс Пірсон в книзі «Хочемо вірити: Критичний посібник з Цілком таємно, Мілленіуму та Самотніх стрільців», оцінили епізод трьома з половиною зірками із п'яти. Вони критикували закриття підрозділу «Цілком таємно», в основному через те, що «ми це вже бачили», посилання на закриття підрозділу наприкінці першого сезону. Однак Шірман і Пірсон писали, що «„Кінець“ працює незважаючи на себе», посилаючись на прихід Діани Фаулі та протистояння між Курцем та Джеффрі Спендером як позитивні моменти в епізоді.

## Знімалися
| Актор              | Роль                    |
| ------------------ | ----------------------- |
| Девід Духовни      | Фокс Малдер             |
| Джилліан Андерсон  | Дейна Скаллі            |
| Мітч Піледжі       | Волтер Скіннер          |
| Вільям Брюс Девіс  | Курець                  |
| Кріс Оуенс         | Джеффрі Спендер         |
| Ніколас Ліа        | Алекс Крайчек           |
| Мімі Роджерс       | агент Діана Фоулі       |
| Джон Невілл        | Охайний Чоловік         |
| Том Брейдвуд       | Мелвін Фрогікі          |
| Дін Гаглунд        | Річард Ленглі           |
| Брюс Гарвуд        | Джон Фіцджеральд Байєрс |
| Дон С. Вільямс     | Перщий Старійшина       |
| Джордж Мердок      | Другий Старійшина       |
| Мартін Ферреро     | стрілець                |
| Майкл Шеймус Вайлз | Чорноволосий чоловік    |